# Isaäc Mossel
Isaäc Mossel, binnen familiekring Piet genoemd, (Rotterdam, 22 april 1870 – Amsterdam, 29 december 1923) was een Nederlands cellist.

## Familie
Hij was zoon van koopman Hendrik Mossel en Ester de Leeuw. Broer Max Mossel werd violist. Isaäc was enkele jaren getrouwd met pianiste Jeannette Belinfante, zus van celliste Bertha Belinfante (Bertha kreeg les van Isaäc) en kinderboekenschrijfster Emmy Belinfante-Belinfante. Dochter Jettie Mossel (Henriette Emilie Mossel, 1892-1948, was getrouwd met Wam Heskes) werd pianiste, zoon Henri Emile (Hans) Mossel (van Belinfante) was klarinettist en bandleider. Vanaf 1921 was hij getrouwd met pianiste Caroline Lankhout en woonde hij aan de Zocherstraat 22.

## Muziek
Zijn eerste muzieklessen kreeg hij van zijn vader; lessen op de viool. Hij stond al op jonge leeftijd op het podium met een vioolconcert van Charles Auguste de Bériot. De jongen en/of vader zag dat hij een betere kans op slagen had op de cello en zo volgden lessen van L. Köhler en Oscar Eberlé. In 1884 maakte hij een concertreis door Zwitserland, dat op verzoek van cellist Karl Davidoff. Aansluitend werd hij, hij was 15 of 16 jaar oud, benoemd tot solo-cellist bij het Berliner Philharmoniker; een positie die hij tot 1888 aanhield. Toen in Amsterdam het Concertgebouworkest werd opgericht werd hij daar als solo-cellist aangesteld. Hij zou er van 1888 tot 1905 solo-cellist zijn. Onder dirigent Willem Kes kon hij goed werken; de samenwerking met de autoritaire Willem Mengelberg daarentegen liep uit op de breuk, waar overigens meer musici bij betrokken waren. Daarna concentreerde hij zich weer op solist te zijn. Ondertussen was hij hoofddocent cello geworden aan het Amsterdams Conservatorium en de Amsterdamse Muziekschool en bleef daar tijdens zijn solistenperiode ook lesgeven in cello, zowel als solist als binnen het ensemblespel. Eenzelfde functie bekleedde hij enige tijd aan de Muziekschool van de Maatschappij tot Bevordering der Toonkunst te Rotterdam. Edvard Frants Röntgen, Max Orobio de Castro, Samuel Brill, Kato van der Hoeven en Hans Kindler zijn leerlingen van hem.
In 1908 volgde een concertreis door Nederlands-Indië met Louis Wolff en Anton Verheij.
Meerdere composities zijn aan hem opgedragen. De Franse overheid benoemde hem tot Officier de l'instruction publique en was erelid van de Bachvereniging en zangvereniging Cecilia in Den Haag. Op 15 mei 1910 vierde hij zijn 25-jarig jubileum als musicus.
Hij overleed aan nier- en hartfalen. Mossel werd begraven op Zorgvlied. Na zijn overlijden werd een comité gevormd voor de oprichting van een grafmonument. Het granieten monument werd in juni 1925 geplaatst en bevat een reliëfportret van Mossel, gemaakt door beeldhouwer Lucas Wensing.

## Afbeeldingen

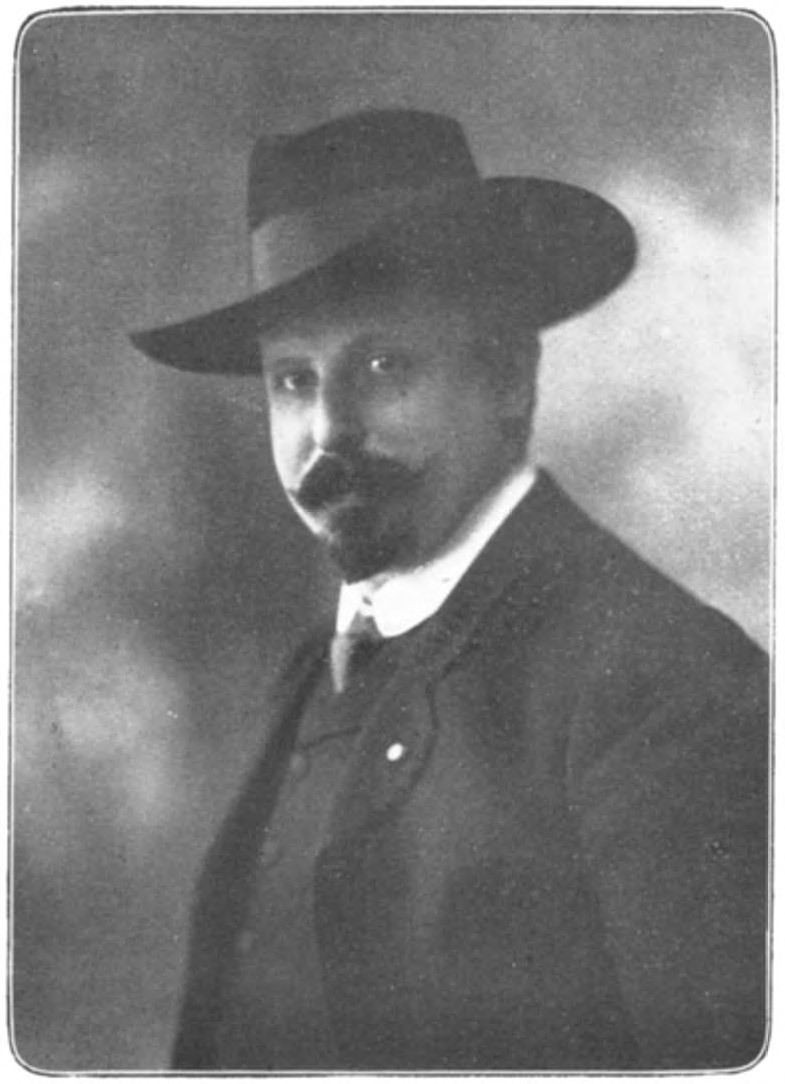
Isaäc Mossel ca. 1911
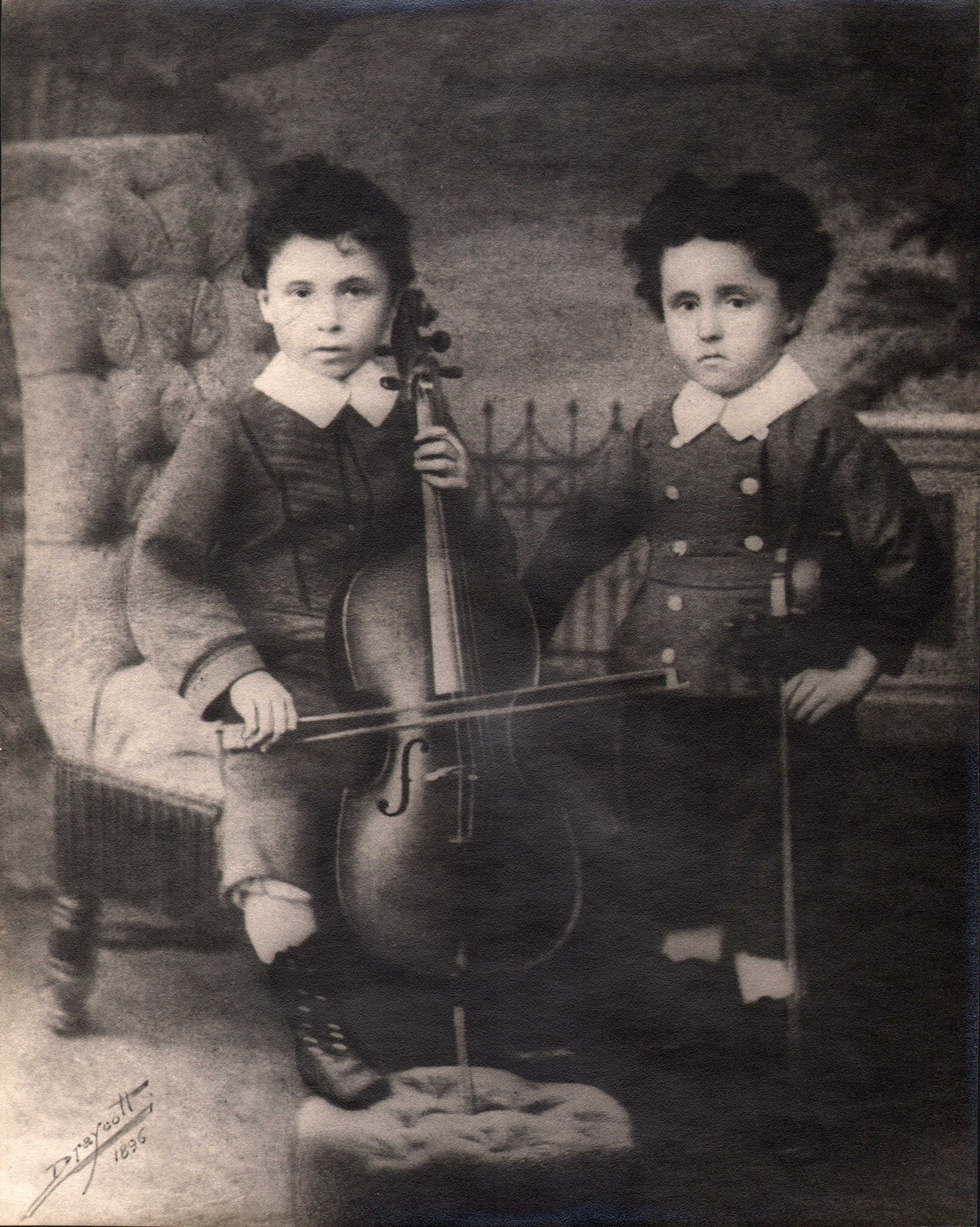
Isaac (cellist) en Max (violist) Mossel
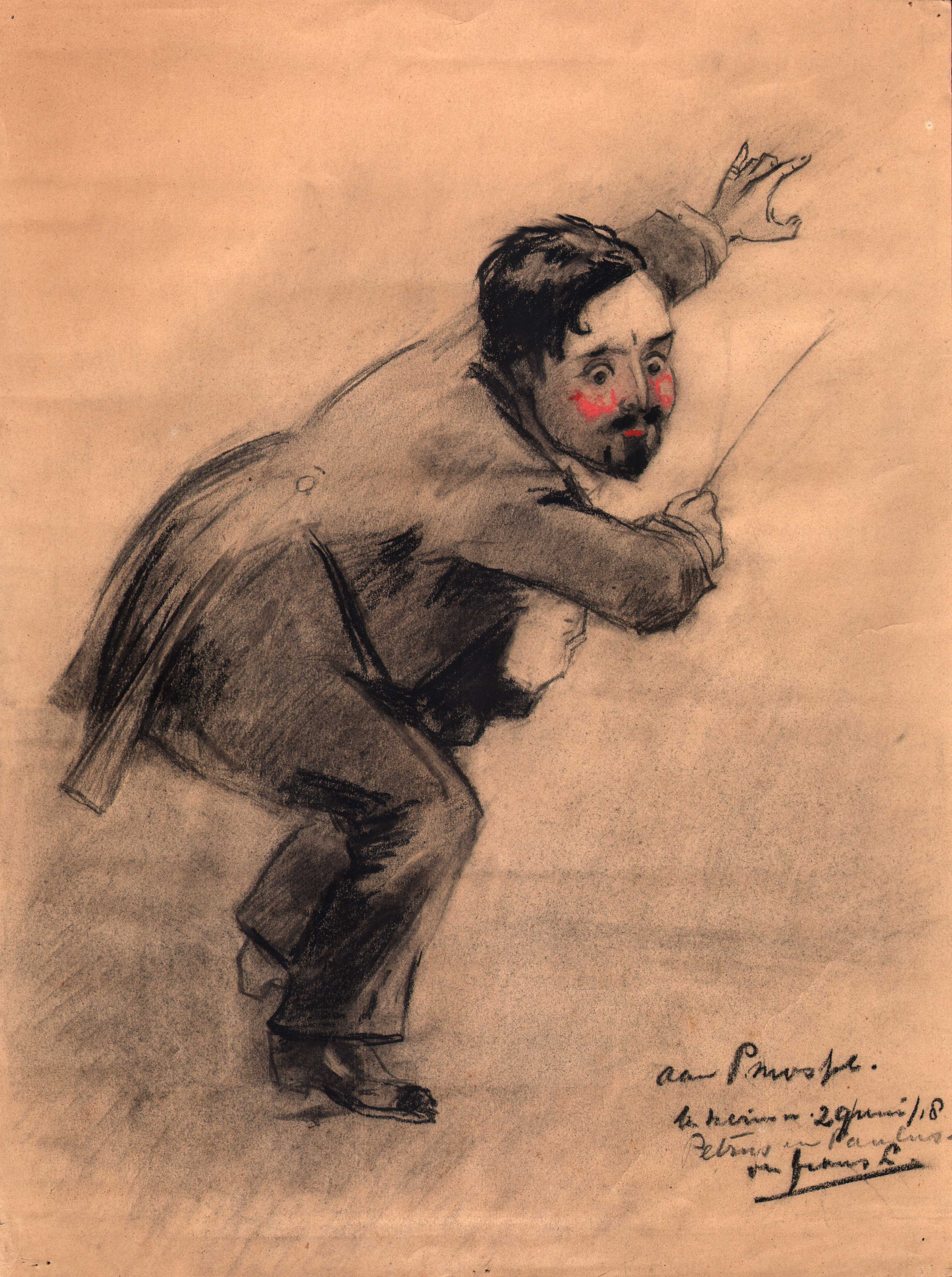
aan Piet (= Isaac Mossel) van Frans Langeveld